# John Anglin
John William Anglin (Donaldsonville, 2 de maio de 1930 – São Francisco, 11 de junho de 1962) foi um criminoso norte-americano. John se tornou conhecido por ser um dos desaparecidos da fuga da Prisão de Alcatraz, em 1962, junto com seu irmão Clarence Anglin e o parceiro Frank Morris.

## Biografia

### Início de vida
John William Anglin nasceu em 2 de maio de 1930 em Donaldsonville, Luisiana, Estados Unidos, irmão de Clarence Anglin e de Alfred Anglin.

### Atividade como criminoso
Anglin e seus irmãos roubavam bancos e lojas desde pequenos, e até mesmo iam presos juntos.
Eles foram presos na penitenciaria de segurança máxima de Atlanta nos anos 50, onde conheceram Frank Morris e Allen West.
Mais tarde John, Clarence e os seus parceiros Frank e Allen foram mandados para Alcatraz. Alfred Anglin nunca foi para Alcatraz.

### Vida e fuga da Prisão de Alcatraz

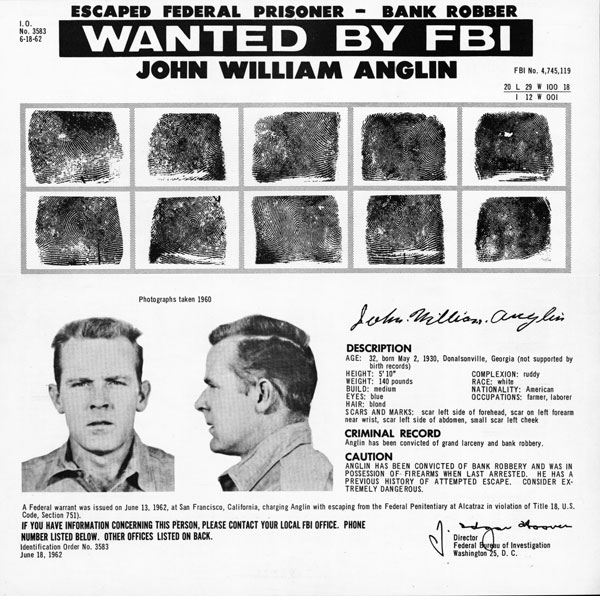
Pôster de procurado de Anglin

Depois de chegarem em Alcatraz, John se tornou o preso AZ1476 e Clarence AZ1485. Com o passar do tempo os dois junto com Frank e Allen bolaram um plano para fugir da prisão. A fuga aconteceu em 11 de junho de 1962, e nunca mais ouviram falar deles.